# Selaginella bodinieri
Selaginella bodinieri là một loài dương xỉ trong họ Selaginellaceae. Loài này được Hieron. ex Christ mô tả khoa học đầu tiên năm 1902.